# 伊丸岡篤
伊丸岡 篤（いまるおか あつし、1972年5月23日 - ）は、日本の男性声優。マウスプロモーション所属。群馬県伊勢崎市出身。

## 経歴
2001年にマウスプロモーション付属俳優養成所に入所し、2003年にはマウスプロモーションに所属。養成所の同期に沢城みゆきがおり、同期の中で最年長が伊丸岡であり、最年少が沢城であったという。
2012年に『ジョジョの奇妙な冒険』のルドル・フォン・シュトロハイム役に抜擢され、知名度が上昇したとして作品と配役に感謝する旨を述べている。

### プロボクサーについて
声優になる前には協栄ボクシングジム所属のプロボクサーをやっていた。高校時代からアマチュアボクシングに打ち込み、高校卒業と同時に役者を志して上京する。その際に「役者は体を鍛えなければいけない」という考えから、近所のボクシングジムに通い始めた。
最初は運動がてらに通っていたが、プロのライセンスが欲しくなり、ライセンスを所得すると今度は試合がしたくなり、試合に負けると今度は悔しくて勝つまでやるの繰り返しで、24歳でプロデビューを果たして以来、3年間にわたってプロボクサーとして活動した。

## 人物
方言は上州弁。
声優としては数多くのテレビアニメ、外画吹き替えで活躍。その他、CDドラマ、ゲーム、特撮などを担当しており、舞台にも出演している。独特の渋い声質で二枚目、三枚目、中年役、悪役、コミカルな役まで幅広く演じる。
趣味・特技はボクシング。

## 出演
太字はメインキャラクター。

### テレビアニメ
2001年
- しあわせソウのオコジョさん（タッチン / フェレット番長、長谷川、警官A、モグラ、ネズミ 他）

2002年
- 超GALS!寿蘭（先生）
- プリンセスチュチュ（ミーアキャット郎）

2003年
- 銀河鉄道物語（2003年 - 2006年、大岩、男、ホセ・アントニオ・バルディビア、機械化人間1、聴衆 他） - 2シリーズ
- TEXHNOLYZE（男D）
- 無人惑星サヴァイヴ（男子2）

2004年
- うた∽かた（職員B）
- ごくせん（大橋）
- 最遊記シリーズ（妖怪、村人） - 2シリーズ
- 砂ぼうず（大波波浪）
- BURN-UP SCRAMBLE（おばはんD、空き巣、ホスト、指揮官、犯人B 他）
- 光と水のダフネ（研究員A）
- ビューティフル ジョー（ビアンキー）
- 忘却の旋律（委員長）
- 焼きたて!!ジャぱん（受験者、新人、星飛○馬）

2005年
- エレメンタル ジェレイド（ジモシー・クーベッツ司令官、フリゴ、空賊ラグドール、空賊、ラグウルス 他）
- 格闘美神 武龍（門下生、三節棍使い）
- 巌窟王（記者1）
- ギャラリーフェイク（無線音声）
- CLUSTER EDGE（軍学校生徒）
- 交響詩篇エウレカセブン（監視員B、隊員B）
- 甲虫王者ムシキング 森の民の伝説（司会者）
- 地獄少女（2005年 - 2017年、安田秀雄、末次吾朗、谷電気、剣持平太郎、尾崎茂樹、ハルの元相方、安田秀雄） - 4シリーズ
- SHUFFLE!（2005年 - 2007年、中林弟） - 2シリーズ
- タイドライン・ブルー（乗員1、乗組員）
- バジリスク 〜甲賀忍法帖〜（地虫十兵衛、甲賀忍者、伊賀忍者、伊賀衆、侍、旅人）
- 魔法少女リリカルなのはシリーズ（2005年 - 2007年、管理局医師、局員B） - 2シリーズ
- ふしぎ星の☆ふたご姫（2005年 - 2006年、フーチーパパ、バン・ジョー） - 2シリーズ
- ルパン三世 天使の策略 〜夢のカケラは殺しの香り〜（チンピラA）

2006年
- NARUTO -ナルト-（2006年 - 、店主、兵士、首崎城の不気味な声、フドウ） - 2シリーズ
- あさっての方向。（タクシー運転手）
- RGBアドベンチャー（ギブソン、バンバンジー 他）
- N・H・Kにようこそ!（野村英人、ポット、モンスター、男、リポーター 他）
- 桜蘭高校ホスト部（男子生徒B、鳳家プライベートポリスB、男B）
- 鍵姫物語 永久アリス輪舞曲（男）
- Kanon（TV内探検隊）
- ゴーストハント（2006年 - 2007年、理事長、記者、ディレクター、ケンジの父、吉見栄次郎 他）
- コヨーテ ラグタイムショー（艦長）
- 少年陰陽師（ミミズ妖怪、陰陽生〈一〉、猿鬼、蛮蛮）
- 009-1（アポロ、幹部）
- 奏光のストレイン（ホップス）
- 太陽の黙示録（寺田）
- TOKYO TRIBE2（2006年 - 2007年、HANDS、WARU、バターのり、ネオウーロンズ、佐々木、側近A）
- ときめきメモリアル Only Love（城崎文彦、赤星浩美、男子1、生徒会役員、リーダー）
- 姫様ご用心（校長、カメラマン）
- BLACK BLOOD BROTHERS（鎮圧チーム、サーファー、吸血鬼、刺客、浮浪者、隊員）
- 護くんに女神の祝福を!（男子生徒）
- 無敵看板娘（男）
- MÄR-メルヘヴン-（兵士）
- ルパン三世 セブンデイズ・ラプソディ（警官A）
- RAY THE ANIMATION（男）
- RED GARDEN（トラックの運転手）
- ワンワンセレプー それゆけ!徹之進（ジョン、Z団の団長、ターボ、サル吉郎、信康）

2007年
- おおきく振りかぶって（2007年 - 2010年、一塁塁審、山ノ井圭輔、三塁審判 他） - 2シリーズ
- 月面兎兵器ミーナ（ジャジール星人、AD）
- ケロロ軍曹（山ちゃん）
- この青空に約束を― 〜ようこそつぐみ寮へ〜（教頭、藤村司）
- シルクロード少年 ユート（大臣）
- 神曲奏界ポリフォニカ（教師）
- スカルマン（DJ）
- 素敵探偵ラビリンス（鈴木権次、リュウヤ）
- 瀬戸の花嫁（永澄父、燦派、ブリ夫、鋼鉄番長）
- 逮捕しちゃうぞ フルスロットル（男）
- 地球へ…（ヒルマン教授、ロメロ）
- BACCANO! -バッカーノ!-（ダラス・ジェノアード）
- バンブーブレード（外山晶、主審）
- ひぐらしのなく頃に解（幕僚、職員、監査員）
- ロミオ×ジュリエット（憲兵、書記）

2008年
- あまつき（侍、岡心）
- ゴルゴ13（スコット）
- S・A〜スペシャル・エー〜（光の父）
- 夏目友人帳（アカガネ）
- 隠の王（六条暁）
- ミチコとハッチン（店主）

2009年
- 獣の奏者 エリン（カロン）
- GA 芸術科アートデザインクラス（先生）
- 真マジンガー 衝撃!Z編 on television（暗黒寺刑事）
- 戦国BASARA（2009年 - 2010年、直江兼続） - 2シリーズ
- 「天体戦士サンレッド」×「川崎フロンターレ」（ワルンタ、男の声）※DVD特典
- WHITE ALBUM（記者2、FD）

2010年
- Angel Beats!（先生）
- 海月姫（月海の父）
- さらい屋 五葉（伝七）
- 聖痕のクェイサー（ジャッカル）
- デュラララ!!（2010年 - 2016年、泉井蘭） - 3シリーズ
- 伝説の勇者の伝説（クラウ・クロム）
- B型H系（教師、リーダー）
- FAIRY TAIL（2010年 - 2019年、コブラ） - 3シリーズ
- ヨスガノソラ（悠の父）

2011年
- 神様ドォルズ（室田）
- マケン姫っ!（2011年 - 2014年、耕志玄） - 2シリーズ
- まよチキ!（オオカミ）

2012年
- ガールズ&パンツァー（新三郎、旅館店主）
- ジョジョの奇妙な冒険（ルドル・フォン・シュトロハイム）
- ペルソナ4

2013年
- サムライフラメンコ（ギロチンゴリラ）
- 探検ドリランド（ジャルド）
- 這いよれ! ニャル子さんW（ツァール）
- ログ・ホライズン（デミクァス）

2014年
- 少年ハリウッド（上池）
- 人生相談テレビアニメーション「人生」（ニセよしたか）
- ディスク・ウォーズ:アベンジャーズ（ジョエル・マーフィー、モードック）
- テンカイナイト「勇者ブレイヴンあらわる！」（スライガー）
- ハマトラ（江戸川）
- メカクシティアクターズ（村人A）
- ヤマノススメ シリーズ（2014年 - 2022年、スーさん、フクザワユキチ、黒崎大樹） - 3シリーズ
- ログ・ホライズン（デミクァス）

2015年
- 暗殺教室（ウェイター / スモッグ）
- 金田一少年の事件簿R（第2期）（根元）
- 黒子のバスケ（石田英輝、アナウンス）
- すべてがFになる THE PERFECT INSIDER（長谷部聡）
- 乱歩奇譚 Game of Laplace（スナガ）
- ルパン三世 PART IV（ロメオ）
- ワンパンマン（2015年 - 2019年、タンクトップブラックホール） - 2シリーズ

2016年
- 奇異太郎少年の妖怪絵日記（ナレーション）
- SUPER LOVERS（伊藤先生）
- タイムボカン24（織田信長）
- TRICKSTER -江戸川乱歩「少年探偵団」より-（2016年 - 2017年、根本鉱一、浦島五朗）
- 91Days（マッドマック）
- ハルチカ 〜ハルタとチカは青春する〜（不動産屋の松田）
- フューチャーカード バディファイトDDD（獄門シュラ）
- ヘボット!（2016年 - 2017年、ネジキール卿、ナガナガ丸、パチアニキ、波佐間ヤミ雄、ペンネ・ワイルド、3Dプリンター）

2017年
- アイドル事変（小野寺）
- SUPER LOVERS 2（環）
- キラキラ☆プリキュアアラモード（ホットー、ビタード、スポンジン）
- 正解するカド（中国大使）
- ONE PIECE（2017年 - 2024年、髭の男、シャーロット・モンドール、アメウミウシ）
- ナイツ&マジック（ダーヴィド・ヘプケン）
- アクションヒロイン チアフルーツ（現場監督の森）
- 十二大戦（父）
- 3月のライオン（教頭）

2018年
- オーバーロードII（サキュロント）
- 博多豚骨ラーメンズ（井良沢）
- されど罪人は竜と踊る（ヘロデル）
- ソードアート・オンライン オルタナティブ ガンゲイル・オンライン（2018年 - 2024年、ヒューイ） - 2シリーズ
- ガンダムビルドダイバーズ（ダニエル）
- キャプテン翼（第4作）（2018年 - 2024年、城山正、ギュンター） - 2シリーズ
- 七星のスバル（レトス）

2019年
- BORUTO-ボルト- NARUTO NEXT GENERATIONS（商隊のリーダー）
- 消滅都市（ジャック）
- アイカツフレンズ!〜かがやきのジュエル〜（占い大臣）
- BEM（影男）
- ノー・ガンズ・ライフ（ヘイデン・ゴンドリー）

2020年
- 異種族レビュアーズ（デモンツー）
- 推しが武道館いってくれたら死ぬ（小菅）
- かくしごと（編集者）
- ド級編隊エグゼロス（博士）
- モンスター娘のお医者さん（親方）

2021年
- ドラゴン、家を買う。（ゴドフリー）
- もっと!まじめにふまじめ かいけつゾロリ（ミハエル）
- 転生したらスライムだった件 転スラ日記（ミッドレイ）
- 転生したらスライムだった件（2021年 - 2024年、ミッドレイ） - 2シリーズ
- マブラヴ オルタネイティヴ（2021年 - 2022年、小沢久彌） - 2シリーズ
- 見える子ちゃん（豪塚）
- 逆転世界ノ電池少女（ヒゲのおじさん）
- 結城友奈は勇者である -大満開の章-
- 鬼滅の刃 遊郭編

2022年
- 東京24区（ヤマモリ）
- 現実主義勇者の王国再建記（オーエン・ジャバナ）
- 薔薇王の葬列（ヘイスティングス）
- リーマンズクラブ（松下幸治）
- 忍の一時（鈴ノ音巌鐵）
- ゴールデンカムイ（稲葉勝太郎）
- 異世界おじさん（グランツ）

2023年
- EDENS ZERO（ダイチ）
- 七つの魔剣が支配する（サイラス＝リヴァーモア）
- SYNDUALITY Noir（2023年 - 2024年、ランゲ） - 2シリーズ
- アンダーニンジャ（猿田）
- ティアムーン帝国物語〜断頭台から始まる、姫の転生逆転ストーリー〜（グレアム）

2024年
- 戦国妖狐（兜の闇）
- Re:Monster（ゴブ剣）
- 月が導く異世界道中 第二幕（ザラ）
- 狼と香辛料 MERCHANT MEETS THE WISE WOLF（旅の説教師、説教師）
- 逃げ上手の若君（五大院宗繁）
- 新米オッサン冒険者、最強パーティに死ぬほど鍛えられて無敵になる。（トリス）
- ひとりぼっちの異世界攻略（オフタ、オークA、オークC）

2025年
- ドラゴンボールDAIMA（ヒリア）
- 勘違いの工房主〜英雄パーティの元雑用係が、実は戦闘以外がSSSランクだったというよくある話〜（トリスタン）
- 中禅寺先生物怪講義録 先生が謎を解いてしまうから。（山辺〈夫〉）
- SAKAMOTO DAYS（傷メガネ）

### 劇場アニメ
- APPLESEED SAGA EX MACHINA エクスマキナ（2007年）
- ふるさと-JAPAN（2007年）
- SAND LAND（2023年、盗賊団リーダー）
- 劇場版プロジェクトセカイ 壊れたセカイと歌えないミク（2025年、鳳晶介）

### OVA
2002年
- 高校鉄拳伝タフ（御国野）
- 殺し屋1 THE ANIMATION EPISODE 0（ノブオ）

2005年
- 鴉 -KARAS-（妖怪A）
- きらめき☆プロジェクト（シュミット、工員）
- 撲殺天使ドクロちゃん（梅沢）
- 円盤皇女ワるきゅーレ 星霊節の花嫁（海賊、支配人）
- ラストオーダー ファイナルファンタジーVII（神羅兵(B)）

2006年
- 大魔法峠（近衛兵）
- HELLSING（2006年 - 2009年、警官〈サイモン〉、傭兵部隊副長、ワイルドギース副長） - 4作品
- マリア様がみてる 3rdシーズン（沢村源助）

2008年
- 瀬戸の花嫁OVA（2008年 - 2009年、ブリ夫、永澄の父、零組生徒）

2009年
- 聖闘士星矢 THE LOST CANVAS 冥王神話（ライミ）
- 独白するユニバーサル横メルカトル Egg Man（藤堂）
- 日本昔ばなし・世界名作童話（馬洗い、鬼A、竹斉さん、ちょうろうねずみ、いのしし 他）

2010年
- 瀬戸の花嫁 否苦炒亜怒羅魔 極道の妻 KEJIME （2010年、ブリ夫、永澄の父）
- ストリートファイターIV（元S.I.N社員01）※Xbox 360版限定特典アニメ

2011年
- カーニバル・ファンタズム（担任、佐々木抜刀斎、ナレーション、教師、カウボーイ）

2013年
- 参乗合体 トランスフォーマーGo!（ジュドーラ）

2015年
- ヤマノススメ セカンドシーズン（スーさん、助監督） - TV未放送話

2016年
- バキ（スペック）※「刃牙道」第14巻限定版

2017年
- ヤマノススメ おもいでプレゼント（スーさん）

### Webアニメ
2006年
- あゆまゆ劇場（客）

2008年
- アメリカンジョークTV（アメリカンベイコック）
- 川崎フロンターレオリジナルアニメ（ワルンタ）

2014年
- ワンダーモモ（グルーダー）

2015年
- ニンジャスレイヤー フロムアニメイシヨン（ヤマヒロ）
- マジキチKITCHEN（食人鬼ブラック・ペッパー）

2016年
- 中古ビデオ屋の女店員 X（清原）
- DRAGONBIRD（ドラゴン）

2017年
- マウスどうぶつえん（2017年 - 、カンガルーのあつし）

2018年
- Dot Bit Retro - ぼくだけのクソゲー（2018年、どげざえもん）

2019年
- モンスターストライク（第二代国王）
- ベイブレードバースト ガチ（アナザー）

2020年
- オルタード・カーボン: リスリーブド（Tsubakihara）
- マウスどうぶつえん名作劇場（カンガルーのあつし）

2022年
- 風都探偵（ウォッチャマン、ゲーム内音声）
- Fate/Grand Order 藤丸立香はわからない（2022年 - 2025年、ゴルドルフ・ムジーク） - 3シリーズ + 特別編2作品

2024年
- SAND LAND: THE SERIES（盗賊団リーダー）
- T・Pぼん（盗賊翁）

### ゲーム
2002年
- 侍（堂島軍二）

2003年
- 侍道2（堂島、弦庵、鍛冶屋）
- SNOW
- 新世紀GPX サイバーフォーミュラ Road To The INFINITY（その他 ドライバー）

2004年
- 解決! オサバキーナ
- 3年B組金八先生 伝説の教壇に立て!（竜二の父、ツアコン、クヌギ中学教師2）
- センチメンタルプレリュード（日下部）
- フルハウスキス（瀬戸口明）

2005年
- アストロ球団 決戦!! ビクトリー球団編（宇野球一）
- 忍道 戒（赤目武士 (A)、一条武士 (B)）
- Twelve〜戦国封神伝〜（キリュー、ヤス）
- 東京バス案内2
- 風雲 幕末伝（相馬主計）

2006年
- いぬかみっ! feat.Animation（近所の人）
- エウレカセブン NEW VISION（情報部員）
- 降魔霊符伝イヅナ（ゲンアン、ウツホ）
- 忍道 匠（赤目武士 (A)、一条武士 (B)）
- 忍道 焔（赤目武士）
- 戦国BASARA2（直江兼続、兵士）
- ときめきメモリアルONLINE（城崎文彦、体育教師）
- 花帰葬
- BULLET WITCH
- ブルードラゴン（パチェスの町の町人）
- フルハウスキス2（瀬戸口明）

2007年
- 偽りの輪舞曲
- CRYSIS（兵士）
- 降魔霊符伝イヅナ 弐（ゲンアン、ウツホ、カクジ）
- ジェットインパルス
- 少年陰陽師 翼よいま、天へ還れ（朱雀、猿鬼、蛮蛮）
- セツの火（小金丸信照）
- 戦国BASARA2 英雄外伝
- デストロイ オール ヒューマンズ!（労働者）
- NARUTO -ナルト- 疾風伝 ナルティメットアクセル（影法師、砂の行商人）
- ひぐらしのなく頃に祭
- プリンセスメーカー5（黒田仁）
- フルハウスキス2 〜恋愛迷宮〜（瀬戸口明）
- Heavenly Sword 〜ヘブンリーソード〜
- レインボーシックス ベガス

2008年
- AWAY シャッフルダンジョン
- CHAOS;HEAD
- Crysis Warhead（北朝鮮兵士）
- 侍道3（堂島兄弟、藤森兵、野武士、村人〈男〉、町人〈男〉）
- トゥー・ヒューマン
- Naruto: The Broken Bond
- ブラザー イン アームズ ヘルズハイウェイ（ザノビッチ〈ザノ〉伍長）
- レインボーシックス ベガス 2
- RESISTANCE 2

2009年
- アサシン クリード II
- アンチャーテッド 黄金刀と消えた船団
- STEINS;GATE
- 戦国BASARA BATTLE HEROES（直江兼続）
- 罪と罰 宇宙の後継者
- 天誅4（浪人剣士）
- H.A.W.X.
- ファイナルファンタジーXIII（コクーン市民）

2010年
- アサシン クリード ブラザーフッド
- 剣と魔法と学園モノ。3（ヌラリ）
- コール オブ デューティ ブラックオプス（スウィフト）
- スーパーストリートファイターIV（アドン）
- スプリンターセル コンヴィクション
- 戦国BASARA3（直江兼続）

2011年
- アサシン クリード リベレーション
- アンチャーテッド 砂漠に眠るアトランティス
- キャサリン（ダニエル・キルシュ）
- 侍道4（堂島軍二）
- スーパーストリートファイターIV アーケードエディション（アドン）
- 戦国BASARA CHRONICLE HEROES（直江兼続）
- 戦国BASARA 3 宴（直江兼続）
- Original story from FAIRY TAIL 激突! カルディア大聖堂（コブラ）
- るろうに剣心 -明治剣客浪漫譚- 再閃（戌亥番神）
- RESISTANCE 3

2012年
- アサシン クリード III
- アサシン クリード リベレーション -The Lost Archive
- Dragon Age II
- バイオハザード リベレーションズ
- FAIRY TAIL ゼレフ覚醒（コブラ）
- メダル・オブ・オナー ウォーファイター
- ラグナロク オデッセイ
- るろうに剣心 -明治剣客浪漫譚- 完醒（戌亥番神）

2013年
- Crysis 3（CELL 3）
- ジョジョの奇妙な冒険 オールスターバトル（ルドル・フォン・シュトロハイム）
- スプリンターセル ブラックリスト
- プレイステーション オールスター・バトルロイヤル
- メトロ ラストライト（ファシストの少佐）
- Ryse: Son of Rome（Basillius）
- ラグナロク オデッセイ エース

2014年
- ウルトラストリートファイターIV（アドン）
- ガールズ&パンツァー 戦車道、極めます!（新三郎）
- 戦国BASARA4（直江兼続）
- Wonder Momo: Typhoon Booster（グルーダー）

2015年
- 小林が可愛すぎてツライっ!! ゲームでもキュン萌えMAXが止まらないっ(*´ェ`*)（真田影綱）
- ジョジョの奇妙な冒険 アイズオブヘブン（ルドル・フォン・シュトロハイム）
- ヴァリアントナイツ（ギーラバイソン）
- コール オブ デューティ ブラックオプス3(ジェイコブ・ヘンドリックス)

2016年
- UPPERS（右京紫苑）
- オーバーウォッチ（ウィンストン）
- ゴッドオブハイスクール【神スク】（黒牙陸）
- 逆転オセロニア（デネヴ）
- 戦魂-SENTAMA-（蝙蝠）

2017年
- クイズRPG 魔法使いと黒猫のウィズ（ロベルト・カウズ）
- Destiny 2（ケイド6）
- フューチャーカード バディファイト 目指せ!バディチャンピオン!（獄門シュラ）

2018年
- Sdorica（カヌーラ）
- キングスレイド（ニクス）
- でみめん（タイガー）

2019年
- バイオハザード RE:2（ベン・ベルトリッチ）
- ファイアーエムブレム 風花雪月（イエリッツァ、死神騎士）
- ジョジョのピタパタポップ（ルドル・フォン・シュトロハイム）
- ファイアーエムブレム ヒーローズ（ドズラ）
- 十三機兵防衛圏（輪島武美）

2020年
- 龍が如く7 光と闇の行方（牧之原聡太）
- ONE PUNCH MAN A HERO NOBODY KNOWS（タンクトップブラックホール）
- 侍道外伝 KATANAKAMI（堂島軍二）
- ファイナルファンタジーVII リメイク（七番街の市民）
- ドラゴンクエストX いばらの巫女と滅びの神 オンライン（ギャノン兄）
- キャプテン翼 RISE OF NEW CHAMPIONS（シェイク・アズワン）
- 真・女神転生III NOCTURNE HD REMASTER

2021年
- バディミッション BOND
- プロジェクトセカイ カラフルステージ! feat. 初音ミク（鳳晶介）
- 真・女神転生V

2022年
- TRANSFORMERS ALLIANCE（チャージャー、ギアーズ）
- ファイアーエムブレム無双 風花雪月（イエリッツァ＝フォン＝フリュム / 死神騎士）
- ジョジョの奇妙な冒険 オールスターバトルR（2022年 - 2023年、ルドル・フォン・シュトロハイム）
- マリオ+ラビッツ ギャラクシーバトル（ウッドロウ）

2023年
- Fate/Grail League（ゴルドルフ・ムジーク）
- 龍が如く7外伝 名を消した男
- グランブルーファンタジー（エドガー / 陽炎）
- ドラゴンクエストモンスターズ3 魔族の王子とエルフの旅（ギルノ、エンドール王）

2024年
- アナザーコード リコレクション：2つの記憶/記憶の扉（ダン・マックスウェル）
- 百英雄伝 (コゲン）
- ユニコーンオーバーロード（ブルーノ）
- 護縁（チャド・ジンケン）
- Fate/Grand Order（ゴルドルフ・ムジーク）

2025年
- 天月麻雀（レッド）

### ドラマCD
2002年
- 風姫外伝 〜花鎮めの風〜（餓鬼）
- TSUBASA 〜リングに羽ばたく少女たち〜（リングアナ）

2003年
- ドラマCD カオス レギオン
- TSUBASA2 〜リングに羽ばたく少女たち〜（リングアナ、専門誌記者）
- 優しいけれど意地悪で 〜Sweet but Nasty…〜（男B）

2004年
- Voice ヴォイス（同僚）
- ギャラクシーエンジェル ドラマCD Angel Scramble Junction
- 少年陰陽師 窮奇編 第一巻 〜異邦の影を探し出せ〜（蛮蛮）
- 少年陰陽師 窮奇編 第二巻 〜闇の呪縛を打ち砕け〜（雑鬼）
- 少年陰陽師 窮奇編 第三巻 〜鏡の檻をつき破れ〜（雑鬼）
- SNAKE DEAD（スネーク・デッド） VOL.1
- マイファニーバレンタインチロル プレリュード（パイロット）

2005年
- 社長のおじかん。（小谷）
- 少年陰陽師 風音編 第一巻 〜禍つ鎖を解き放て〜（雑鬼たち）
- 少年陰陽師 風音編 第二巻 〜六花に抱かれて眠れ〜（猿鬼）
- 少年陰陽師 風音編 第四巻 〜焔の刃を研ぎ澄ませ〜（猿鬼）
- 星界の戦旗 III ラジオドラマCD 第III章 〜家族の食卓〜
- 月は闇夜に隠るが如く（男衆）
- 東山道転墜異聞（藩士、スリの男）
- Hybrid Child（藩士）
- バジリスク〜甲賀忍法帖〜 音絵巻 第一章、第三章（地虫十兵衛、伊賀者）
- ドラマCD 「PEACE MAKER 鐵」 第2期シリーズ 壱 傷（大多）
- FLESH＆BLOOD 1（トマソン医師）
- 僕と彼女の×××（男子生徒A）
- マイファニーバレンタインチロル 春の号（タイガーショップ店員）

2006年
- 愛と欲望は学園で3（先生）
- あそびにいくヨ！1
- あそびにいくヨ！2 作戦名「うにゃーくん」
- あそびにいくヨ！3 たのしいねこのつかいかた
- 吟遊黙示録マイネリーベwieder ドラマCD Vol.2 - 鴇色の旅（シルトパット）
- 少年陰陽師 サウンドトラック＆ドラマCD 第一巻（猿鬼）
- 少年陰陽師 番外編 第一巻 〜うつつの夢に鎮めの歌を〜（猿鬼）
- GP学園情報処理部2（生徒）
- 大魔法峠 -ドラマCDの章（ヤクザ）
- 特別レッスンは真夜中に（聴衆B）
- 願い叶えたまえ I（男2）
- 伯爵はラブゲームがお好き（ロベルト）
- ドラマCD Vassalord. Act.I
- バジリスク 甲賀忍法帖 〜たまゆら綴織〜（地虫十兵衛）
- 封殺鬼VII 〜修羅の降る刻〜（神島の術者2）
- FLESH＆BLOOD 2、3（ヒュー）
- まなざしのレジスタンス（男性審査員）

2007年
- あそびにいくヨ！4 やめてとめてのうちゅうせん
- RGBアドベンチャー完結編（ギブソン、バンバンジー）
- Angel's Feather Vol.7（橋本）
- 危機之介御免（佐野）
- 鬼の風水 III 透子-TOUKO-（牛頭鬼）
- CLANNAD -クラナド- Vol.5 坂上智代
- 瀬戸の花嫁 ドラマCD 瀬戸内番外地 恋の夕凪篇（永澄父）
- ドラマCD Vassalord. Act.II

2008年
- コルセーア V 〜記憶の鼓動〜（ケルベス）
- 番狗 ナンバー ドラマCD（黒羊）
- VIP 3 ―蠱惑―（隆二）
- 放課後ラブハーツ スペシャルドラマCD（桐生鬼丸斎之新・羅刹）※瀬戸の花嫁 第漆巻特典CD

2009年
- イルゲネス -The Genetic Sodom ILEGENES-（クルダップ）
- 少年陰陽師 天狐編 ドラマCD 第二巻 〜光の導を指し示せ〜（猿鬼）
- 少年陰陽師 天狐編 ドラマCD 第三巻 〜冥夜の帳を切り開け〜（猿鬼）

2010年
- TVアニメ 伝説の勇者の伝説 フェリスCD（クラウ・クロム）
- 東海道HISAME-陽炎- 高野山激闘編（朱里丸）
- FLESH＆BLOOD 8（トマソン）

2011年
- 星界の断章オーディオドラマCDブック（副官、曾々々祖父）

2013年
- 百器徒然袋5 風 雲外鏡 薔薇十字探偵の然疑（権田信三）

2017年
- Fate/Prototype 蒼銀のフラグメンツ Drama CD（仁賀征爾）

### モーションコミック
- VOMIC 青の祓魔師（2010年、悪魔、家族C）
- ブレイブ フロンティア 第二話「新たなる脅威」（2017年、バラガン[82]）

### ラジオドラマ
- 星界の戦旗IV（アルボフ）
- ハンドメイドシネマ（鴨下春樹[83]）

### 吹き替え

#### 映画
2003年
- エデンより彼方に
- シティ・オブ・ゴッド

2004年
- ヴェロニカ・ゲリン
- カーサ・エスペランサ 〜赤ちゃんたちの家〜（メルクリオ）
- 厳戒武装指令
- SAMURAI
- スターシップ・トゥルーパーズ ※フジテレビ版
- ツイステッド
- 花咲ける騎士道
- ブラザーフッド

2005年
- ICHIGEKI 一撃
- ウイラード
- カンフーハッスル（いじめっ子）
- キャプテン・ウルフ
- キング・コング（ジミー）
- コーチ・カーター（オスカー）
- コントロール
- ザ・インタープリター（ダグ）
- 72M
- 七人のマッハ!!!!!!!（モー〈アモーンテーブ・ウェウセーン〉）
- 16歳の合衆国
- シルミド ※テレビ朝日版
- スケルトン・キー
- ステルス
- ダニー・ザ・ドッグ
- バットマン ビギンズ ※BD・DVD版
- パープル・バタフライ
- ハリー・ポッターと炎のゴブレット
- バンジージャンプする
- ヒップホップ・プレジデント
- フォー・ブラザーズ/狼たちの誓い
- ミラクル
- ミリオンダラー・ベイビー（オマール）※VHS・DVD版
- ロング・エンゲージメント

2006年
- スーパーマン リターンズ（スタンフォード）
- ダ・ヴィンチ・コード（バスの若者）
- デトネーター ※ソフト版
- デュークス・オブ・ハザード
- ナイト・オブ・ザ・スカイ
- BIOHAZARD デス・プラント（クリス）
- パパラッチ
- ふわっとアルバート（ビル）
- ラストサマー3（ロジャー〈セス・パッカード〉）
- レジェンド・オブ・ゾロ

2007年
- グアンタナモ、僕達が見た真実（シャフィク）
- ジョンQ -最後の決断- ※日本テレビ版
- スパイダーマン3
- 300 〈スリーハンドレッド〉（ペルシアの指揮官）
- ナイト ミュージアム ※NGシーン
- 光の六つのしるし（ジェイス・スタントン）
- ホテル・ルワンダ（デュベ）

2008年
- アメリカン・ピーチパイ
- 宇宙戦争2008 ALIEN SIEGE（レオン）
- エルモのクリスマス（カウント伯爵、ボブ〈ボブ・マグラス〉）※DVD版
- 紀元前1万年（モハ〈リース・リッチー〉）※劇場公開版
- シューテム・アップ（強盗1）
- ダークナイト（ラウ〈チン・ハン〉）
- デンジャラス・ビューティー2 ※テレビ朝日版
- ボーン・アルティメイタム（バズ〈エドガー・ラミレス〉）※BD・DVD版

2009年
- ある公爵夫人の生涯
- レイクビュー・テラス 危険な隣人

2010年
- アーサーと魔王マルタザールの逆襲（マックス〈スヌープ・ドッグ〉）
- アドベンチャーランドへようこそ（ジョエル〈マーティン・スター〉）

2011年
- ザ・ファイター
- スタンド・バイ・ミー ※BD版
- プロジェクトA ※WOWOW新録音
- リアル・スティール

2012年
- 地球が燃えつきる日

2013年
- 俺たちサボテン・アミーゴ（ラウル・アルバレス〈ディエゴ・ルナ〉）
- ギャングバスターズ（マックイーン・ウーディ〈トラヴィス・フィメル〉）

2014年
- ガーディアンズ・オブ・ギャラクシー（顔に傷の囚人）
- 300 〈スリーハンドレッド〉 〜帝国の進撃〜（バンダリ〈アシュラフ・バルフム〉）※劇場公開版
- ラッシュ/プライドと友情（バブルス・ホースリー〈ジュリアン・リンド＝タット〉）

2015年
- 愛しのゴースト（プアック〈ポンサトーン・ジョンウィラート〉）
- ターミネーター:新起動/ジェニシス（ダニー・ダイソン〈ダイオ・オケニイ〉）
- スター・ウォーズ/フォースの覚醒

2017年
- ガーディアンズ・オブ・ギャラクシー:リミックス（ハワード・ザ・ダック）

2022年
- ブラック・フォン（マックス〈ジェームズ・ランソン〉）

2023年
- ガーディアンズ・オブ・ギャラクシー:VOLUME 3（ハワード・ザ・ダック）

2025年
- F1/エフワン（マーティン・ブランドル）

#### テレビドラマ
2002年
- ハイスクール・ウルフ（9、10話）
- ふたりはお年ごろ（8話）

2003年
- アナザー・ライフ〜天国からの3日間〜（18話）
- 24 -TWENTY FOUR- シーズン1（17-20話）

2004年
- CSI:科学捜査班 シーズン4（22話）

2005年
- 堕ちた弁護士 -ニック・フォーリン- シーズン1（3、16、19、22話）
- 堕ちた弁護士 -ニック・フォーリン- シーズン2（9、13、15、22話）
- 笑傲江湖（木高峯）

2006年
- 宇宙へ 〜冷戦と二人の天才〜（3話）
- エリザベス1世 〜愛と陰謀の王宮〜
- グレイズ・アナトミー 恋の解剖学 シーズン1（1－2、5－8話）
- CSI:ニューヨーク シーズン1（4、5話）

2007年
- ER緊急救命室  シーズン12（ルエンド〈チャールズ・バロイイー〉〈15話〉、サディグ〈ドゥミサニ・シスウェ・ムベベ〉〈15話、20話〉）
- CSI:ニューヨーク シーズン2（9－11話）
- セックス・アンド・ザ・シティ シーズン5（3、4話）
- 24 -TWENTY FOUR- シーズン5（リック・バーク）
- フルハウス（1話、カメラマン〈3話〉）

2008年
- S.A.S. 英国特殊部隊（リッキー・マン伍長〈ダニー・スパーニ〉）
- ゴースト〜天国からのささやき シーズン1（ジュリアン）
- セックス・アンド・ザ・シティ シーズン6
- 24 -TWENTY FOUR- シーズン6（リック・バーク）
- ニューハート（ウ・インテ）

2009年
- 三国志演義（徐晃）
- LOST シーズン5（シーザー）

2010年
- クリミナル・マインド FBI行動分析課 シーズン4（6話）
- 24 -TWENTY FOUR- シーズン8（ケビン・ウェルド）
- プロジェクトランウェイ シーズン6（コリエー・ストロング）

2011年
- iCarly（23話）
- クリミナル・マインド FBI行動分析課 シーズン5（10話）
- スーパーナチュラルシーズン6（8話）
- Hawaii Five-0 シーズン1（10話）
- プロジェクトランウェイ シーズン7（コリエー・ストロング）
- ヤング・スーパーマン シーズン8（2、7、12、22話）

2012年
- アンダーカバー・ボス シーズン2（9話）
- アンフォゲッタブル 完全記憶捜査（10話）
- クリミナル・マインド FBI行動分析課 シーズン6（4話）
- ハリーズ・ロー 裏通り法律事務所 シーズン2（2話）
- パワーレンジャー・ミスティックフォース（インペリアス）
- Hawaii Five-0 シーズン2（レイ・メイプス 他）
- 犯罪捜査官 アナ・トラヴィス 孤独な叫び（2、3話）
- ブラザーズ&シスターズ シーズン5（11、16、19話）
- プロジェクトランウェイ シーズン8（コリエー・ストロング）

2013年
- 馬医（12話）
- Hawaii Five-0 シーズン3（2話）
- パワーレンジャー・サムライ（アントニオ・ガルシア / ゴールドレンジャー、オクトロー）
- フォーリング スカイズ シーズン2（1-4、6、7話）
- プロジェクトランウェイ シーズン9（コリエー・ストロング）

2014年
- クリミナル・マインド FBI行動分析課 シーズン8
- パワーレンジャー・スーパーサムライ（アントニオ・ガルシア / ゴールドレンジャー、オクトロー）

2016年
- マイノリティ・リポート（ウィル〈ウィルマー・バルデラマ〉）

#### テレビ番組
- セサミストリート（2004年、カウント伯爵）※テレビ東京放映版

#### アニメ
2004年
- アクアキッズ（ヌーメリ）
- KND ハチャメチャ大作戦（18話）

2005年
- チキン・リトル

2006年
- カーズ（売り子トラック）

2007年
- ストリングス〜愛と絆の旅路〜

2008年
- おさるのジョージ（ステュー）

2009年
- 手裏剣スクール ザ・ムービー

2010年
- おさるのジョージ クリスマススペシャル 「早くこいこい、クリスマス」（ステュー）
- トランスフォーマー アニメイテッド（アーマーハイド、クリフジャンパー、ワーパス）

2011年
- ブルー 初めての空へ（ルイズ）

2012年
- 怪奇ゾーン グラビティフォールズ（スース、アレックス・ハーシュ）
- 超ロボット生命体 トランスフォーマー プライム（偵察兵ウォーブレークダウン、ザム）

2021年
- ホワット・イフ...?（ハワード・ザ・ダック）

2024年
- シークレット・レベル（レイド）

### 特撮
- スーパー戦隊シリーズ
  - 炎神戦隊ゴーオンジャー（2008年、ヒーターバンキの声）
  - 天装戦隊ゴセイジャー（2010年、獏のエルムガイ夢の声）
  - 烈車戦隊トッキュウジャー（2014年、バクダンシャドーの声）
  - 手裏剣戦隊ニンニンジャー（2015年、西洋妖怪ドラキュラの声）
  - 爆上戦隊ブンブンジャー（2024年、サッカーボールグルマーの声[88]）
- 仮面ライダーシリーズ
  - 仮面ライダーオーズ/OOO（2011年、ウニアルマジロヤミーの声）
  - 仮面ライダーゴースト（2016年、飛行機眼魔〈兄弟〉、飛行機眼魔・パーフェクトの声）

### オーディオブック
- 億男（千住）
- 芸人交換日記〜イエローハーツの物語〜
- 青天の霹靂（丸山鉄二[89]）
- ハッピーバースデー（真田）

### CM・PV
- アマノフーズ
- ガーデングループ
- Fate/Grand Order（2022年、ゴルドルフ・ムジーク[90]）

### その他コンテンツ
- 朗読劇『Fate/Grand Order Fes. 2022 〜7th Anniversary〜「FGO THE DRAMALOGUE-アヴァロン・ル・フェ-」』（2022年、ゴルドルフ・ムジークの声）

### シリーズ一覧
1. ↑  第1作（2003年）、第2作『〜永遠への分岐点〜』（2006年）
2. ↑  『最遊記RELOAD』（2004年）、『最遊記RELOAD GUNLOCK』（2004年）
3. ↑  第1期（2005年 - 2006年）、第2期『二籠』（2006年 - 2007年）、第3期『三鼎』（2008年）、第4期『宵伽』（2017年）
4. ↑  第1期（2005年）、第2期『MEMORIES』（2007年）
5. ↑  第2期『A's』（2005年）、第3期『StrikerS（2007年）
6. ↑  第1期（2005年）、第2期『Gyu!（2006年）
7. ↑  第1期（2006年）、第2期『疾風伝』（2008年）
8. ↑  第1期（2007年）、第2期『〜夏の大会編〜』（2010年）
9. ↑  第1期（2009年）、第2期『弐』（2010年）
10. ↑  第1期（2010年）、第2期第2クール『デュラララ!!×2 転』（2015年）、第2期第3クール『デュラララ!!×2 結』（2016年）
11. ↑  第1期（2010年 - 2012年）、第2期（2014年 - 2015年）、第3期（2019年）
12. ↑  第1期（2011年）、第2期『通』（2014年）
13. ↑  第2期『セカンドシーズン』（2014年）、第3期『サードシーズン』（2018年）、第4期『Next Summit』（2022年）
14. ↑  第1期（2015年）、第2期（2019年）
15. ↑  第1期（2018年）、第2期『II』（2024年）
16. ↑  シーズン1（2018年）、シーズン2『ジュニアユース編』（2024年）
17. ↑  第2期第2部（2021年）、第3期（2024年）
18. ↑  第1期（2021年）、第2期（2022年）
19. ↑  第1クール（2023年）、第2クール（2024年）
20. ↑  『I』（2006年）、『IV』（2008年）、『VI』（2009年）、『VII』（2009年）
21. ↑  『年末スペシャル2022』（2022年）、Season1（2023年）、『大忘年おたのしみ会2023』（2023年）、Season2（2024年）、Season3（2025年）